# Wald östlich Oppershofen
Wald östlich Oppershofen este o arie protejată (arie specială de conservare — SAC, sit de importanță comunitară — SCI) din Germania întinsă pe o suprafață de 101,49 ha, integral pe uscat.

## Localizare
Centrul sitului Wald östlich Oppershofen este situat la coordonatele 50°25′18″N 8°46′47″E / 50.4217°N 8.7797°E.

## Înființare
Situl Wald östlich Oppershofen a fost declarat sit de importanță comunitară în noiembrie 2004 pentru a proteja 2 specii de animale. Situl a fost protejat și ca arie specială de conservare în martie 2008.

## Biodiversitate
Situată în ecoregiunea continentală, aria protejată conține 1 habitat natural: Păduri de fag Asperulo-Fagetum.
La baza desemnării sitului se află mai multe specii protejate de  mamifere (2): liliac cu urechi mari (Myotis bechsteinii), liliac comun (Myotis myotis).